# 14 octobre en sport
14 septembre 14 novembre
Chronologies thématiques
- Croisades
- Ferroviaires
- Disney

Le 14 octobre (287e jour de l'année ou le 288e en cas d'année bissextile) en sport.

## Événements

### XIXesiècle
- 1878
  - (Football) : premier match disputé en nocturne à Bramall Lane, entre deux formations sélectionnées par la Sheffield FA. 20 000 spectateurs sont enregistrés pour l'occasion. C'est la première fois que la marque des 10 000 spectateurs est largement dépassée (Glasgow non compris). Devant ce succès populaire, une foule de matches en nocturne ont lieu en cette fin de XIXe siècle. La FA interdira les matches en nocturne d'août 1930 à décembre 1950.
- 1881
  - (Golf) : Robert Ferguson remporte l'Open britannique à Prestwick[1].
- 1885
  - (Baseball /World's Championship Series) : début de la 2e édition aux États-Unis des World's Championship Series de baseball entre les champions de l'American Association et de la Ligue nationale.
- 1889
  - (Baseball /American Association) : sur la 8e édition aux États-Unis du championnat de l'American Association. Les Brooklyn Bridegrooms s’imposent avec 93 victoires et 44 défaites. Le gain du titre est assuré ce jour. Les Colonels de Louisville signent une série de 26 défaites consécutives.

### XXesièclede1901à1950
- 1917
  - (Football) : l'Uruguay remporte la deuxième édition de la Copa América.

### XXesièclede1951à2000
- 1968 :
  - (Athlétisme) : le coureur américain Jim Hines est le premier homme à courir le 100 mètres en moins de dix secondes (9 s 95/100). Ce record tiendra 15 ans.

### XXIesiècle
- 2001 :
  - (Sport automobile) : Grand Prix automobile du Japon. Jean Alesi arrête sa carrière après 201 Grands Prix courus en Formule 1 depuis 1989.
- 2020 :
  - (Cyclisme sur route /Tour d'Italie) : sur la 11e étape du Tour d'Italie qui se déroule entre Porto Sant'Elpidio et Rimini, sur une distance de 182 km, victoire au sprint du français Arnaud Démare, son quatrième succès depuis le départ du Giro. Le Portugais João Almeida conserve le maillot rose.
  - (Football /Ligue des nations de l'UEFA) : fin de la 4e journée de la Ligue A de la Ligue des nations de l'UEFA avec 6 matchs.

## Naissances

### XIXesiècle
- 1853 :
  - Arthur Budd, joueur de rugby à XV anglais. (5 sélections en équipe nationale). († 27 août 1899).
- 1865 :
  - Victor Le Fanu, joueur de rugby à XV irlandais. (11 sélections en équipe nationale). († 9 août 1939).
- 1872 :
  - Reginald Frank Doherty, joueur de tennis britannique. Champion olympique du double messieurs et du double mixte et médaillé de bronze du simple aux Jeux de Paris 1900 puis champion olympique du double messieurs aux Jeux de Londres 1908. Vainqueur des Tournois de Wimbledon 1897, 1898, 1899 et 1900. († 29 décembre 1910).
- 1873 :
  - Raymond Clarence Ewry, athlète de sauts américain. Champion olympique des sauts en hauteur sans élan, en longueur sans élan et du triple-saut sans élan aux Jeux de Paris 1900 puis aux Jeux de Saint-Louis 1904 et champion olympique des sauts en hauteur sans élan et en longueur sans élan aux jeux de Londres 1908. († 29 septembre 1937).
  - Jules Rimet dirigeant de football français. Président de la FFF de 1919 à 1947 puis de la FIFA de 1920 à 1954. Créateur du championnat du monde de football. († 15 octobre 1956).
- 1888 :
  - William Cottrill, athlète de demi-fond et de fond britannique. Médaillé de bronze du 3 000m par équipes aux Jeux de Stockholm 1912. († 26 octobre 1972).

### XXesièclede1901à1950
- 1902 :
  - Learco Guerra, cycliste sur route italien. Champion du monde de cyclisme sur route 1931. Vainqueur du Tour d'Italie 1934, de Milan-San Remo 1933 et du Tour de Lombardie 1934. († 7 février 1963).
- 1909 :
  - Robert Mercier, footballeur français. (7 sélections en équipe de France). († 15 septembre 1958).
  - Bernd Rosemeyer, pilote de courses automobile allemand. († 28 janvier 1938).
- 1910 :
  - John Wooden, entraîneur de basket-ball américain. († 4 juin 2010).
- 1918 :
  - Thelma Coyne Long, joueuse de tennis australienne. Victorieuse des Open d'Australie 1952 et 1954. († 13 avril 2015).
- 1925 :
  - André-Jacques Marie, athlète de haies français. Champion d'Europe d'athlétisme du 110 m haies 1950.
- 1928 :
  - Arnfinn Bergmann, sauteur à ski norvégien. Champion olympique aux Jeux d'Oslo 1952. († 13 février 2011).
- 1929 :
  - Yvon Durelle, boxeur canadien. († 6 janvier 2007).
- 1930 :
  - Dick Harter, entraîneur de basket-ball américain. († 12 mars 2012).
- 1931 :
  - Heinz Fütterer, athlète de sprint allemand. Médaillé de bronze du 4 × 100 m aux Jeux de Melbourne 1956. Champion d'Europe d'athlétisme du 100 et 200 m 1954 puis champion d'Europe d'athlétisme du relais 4 × 100 m 1958. († 10 février 2019).
  - István Gulyás, joueur de tennis hongrois. († 31 juillet 2000).
- 1940 :
  - Donna Floyd, joueuse de tennis américaine.
- 1941 :
  - Peter Ducke, footballeur est-allemand puis allemand. Médaillé de bronze aux Jeux de Munich 1972. (67 sélections avec l'équipe d'Allemagne de l'Est).
  - Ilona Silai, athlète de demi-fond roumaine. Médaillée d'argent du 800m aux Jeux de Mexico 1968. († 27 juin 2025).
  - Roger Taylor, joueur de tennis britannique.
- 1945 :
  - Allan Stone, joueur de tennis australien.
- 1946 :
  - Al Oliver, joueur de baseball américain.
- 1947 :
  - Suzana Petersen, joueuse de tennis brésilienne.
- 1948 :
  - André Guesdon, footballeur puis entraîneur français. († 15 septembre 2020).
- 1949 :
  - Dave Schultz, hockeyeur sur glace canadien.

### XXesièclede1951à2000
- 1952 :
  - Nikolai Andrianov, gymnaste soviétique puis russe. Champion olympique au sol, médaillé d'argent du concours général par équipes et de bronze du saut de cheval aux Jeux de Munich 1972, champion olympique du concours général individuel, du sol, des anneaux et du saut de cheval, médaillé d'argent du concours général par équipes et des barres parallèles, de bronze du cheval d'arçon aux Jeux de Montréal 1976 puis champion olympique du concours général par équipes et du saut de cheval, médaillé d'argent du concours général individuel et du sol et de bronze à la barre fixe aux Jeux de Moscou 1980. Champion du monde de gymnastique des anneaux 1974, champion du monde de gymnastique du concours général individuel et des anneaux 1978 puis champion du monde de gymnastique du concours général par équipes 1979. Champion d'Europe de gymnastique du saut de cheval et du cheval d'arçons 1971, champion d'Europe de gymnastique du sol et du saut de cheval 1973 puis champion d'Europe de gymnastique du concours général individuel, du sol, du saut de cheval, des barres parallèles et des anneaux 1975. († 21 mars 2011).
  - Claude Ferragne, athlète de saut en hauteur canadien.
- 1953 :
  - Aldo Maldera, footballeur italien. (10 sélections en équipe nationale). († 1er août 2012).
- 1956 :
  - Beth Daniel, golfeuse américaine. Victorieuse du LPGA 1990.
  - Peter Lüscher, skieur suisse.
- 1957 :
  - Michel Ettorre, footballeur français.
- 1959 :
  - Alexeï Kasatonov, hockeyeur sur glace puis entraîneur et dirigeant sportif soviétique puis russe. Médaillé d'argent aux Jeux de Lake Placid 1980 puis champion olympique aux Jeux de Sarajevo 1984 et aux Jeux de Calgary 1988. Champion du monde de hockey sur glace 1981, 1982, 1983, 1986, 1989.
- 1960 :
  - Steve Cram, athlète de demi-fond britannique. Médaillé d'argent du 1 500 m aux Jeux de Los Angeles 1984. Champion du monde d'athlétisme du 1 500 m 1983. Champion d'Europe d'athlétisme du 1 500 m 1982 et 1986. Détenteur du Record du monde du 1 500 m du 16 juillet 1985 au 23 août 1985.
- 1964 :
  - Ludo Dierckxsens, cycliste sur route belge. († 29 mai 2025).
  - Joe Girardi, joueur de baseball américain.
- 1965 :
  - Éric Lada, footballeur français.
- 1967 :
  - Sylvain Lefebvre, hockeyeur sur glace puis entraîneur canadien.
  - Alain Roche, footballeur puis consultant TV français. Vainqueur de la Coupe d'Europe des vainqueurs de coupe 1996. (25 sélections en équipe de France).
- 1968 :
  - Dwayne Schintzius, basketteur américain. († 15 avril 2012).
  - Dirk von Zitzewitz, copilote de rallye-raid  allemand. Vainqueur du Rallye Dakar 2009.
- 1969 :
  - P. J. Brown, basketteur américain.
- 1971 :
  - Jorge Costa, footballeur puis entraîneur portugais. Vainqueur de la Coupe UEFA 2003 et de la Ligue des champions 2004. (50 sélections en équipe nationale). Sélectionneur de l'équipe du Gabon de 2014 à 2016. († 5 août 2025).
  - Frédéric Guesdon, cycliste sur route français. Vainqueur de Paris-Roubaix 1997.
  - Antónios Nikopolídis, footballeur puis entraîneur grec. Champion d'Europe de football 2004. (90 sélections en équipe nationale).
- 1972 :
  - Nicolas Berenger, navigateur français.
  - Erika de Lone, joueuse de tennis américaine.
  - Miguel Ángel Martín Perdiguero, cycliste sur route espagnol. Vainqueur du Tour de Catalogne 2004.
  - Bert Roesems, cycliste sur route belge.
- 1973 :
  - Steven Bradbury, patineur de vitesse australien. Médaillé de bronze du relais 5 000 m par équipes aux Jeux de Lillehammer 1994 puis champion olympique du 1 000 m aux Jeux de Salt Lake City 2002.
  - Anthony Le Duey, duathlète français.
  - DeJuan Wheat, basketteur américain.
- 1974 :
  - Viktor Röthlin, athlète de marathon suisse.
- 1975 :
  - Floyd Landis, cycliste sur route américain.
  - Iván Parra, cycliste sur route colombien.
  - Romain Pilliard, skipper français.
- 1976 :
  - Daniel Tjärnqvist, hockeyeur sur glace suédois. Champion olympique aux Jeux de Turin 2006.
  - Andreas Widhölzl, sauteur à ski autrichien. Médaillé de bronze du petit tremplin et par équipes aux Jeux de Nagano 1998 puis champion olympique par équipes aux Jeux de Turin 2006. Champion du monde du saut à ski par équipes du petit et du grand tremplin 2005.
- 1978 :
  - Paul Hunter, joueur de snooker britannique. († 9 octobre 2006).
- 1979 :
  - Rodrigo Alvaro Tello Valenzuela, footballeur chilien. Médaillé de bronze aux Jeux de Sydney 2000. (82 sélections en équipe nationale).
- 1980 :
  - Julien Desrosiers, hockeyeur sur glace franco-canadien.
  - Guillaume Norbert, footballeur français.
- 1981 :
  - Boof Bonser, joueur de baseball américain.
- 1982 :
  - Kazuki Nishishita, sauteur à ski japonais.
- 1983 :
  - Renato Civelli, footballeur argentino-franco-italien.
  - Lin Dan, joueur de badminton chinois. Champion olympique du simple aux Jeux de Pékin 2008 puis Jeux de Londres 2012. Champion du monde de badminton du simple 2006, 2007, 2009, 2011 et 2013.
- 1985 :
  - Manuel Belletti, cycliste sur route italien.
  - Vitaly Fridzon, basketteur russe. Médaillé de bronze aux Jeux de Londres 2012. Vainqueur de l'EuroCoupe 2012 puis de l'Euroligue 2016.
  - Martial Mbandjock, athlète de sprint français. Champion d'Europe d'athlétisme du relais 4 × 100 m et médaillé de bronze du 100 et 200 m 2010.
- 1986 :
  - Muhannad Assiri, footballeur saoudien. (13 sélections en équipe nationale).
  - Jean-Sylvain Babin, footballeur français.
  - Kelly-Ann Baptiste, athlète de sprint trinidadienne.
  - Azusa Iwashimizu, footballeuse japonaise. Médaillée d'argent aux Jeux de Londres 2012. Championne du monde de football féminin 2011. Championne d'Asie de football féminin 2014. (119 sélections en équipe nationale).
  - Saber Khalifa, footballeur tunisien. (41 sélections en équipe nationale).
  - Wesley Matthews, basketteur américain.
  - Alisha Tatham, basketteuse canadienne.
- 1988 :
  - Paul Delecroix, footballeur français.
- 1989 :
  - Kateřina Elhotová, basketteuse tchèque. Victorieuse de l'Euroligue féminine 2015.
  - Doriane Tahane, basketteuse française. (2 sélections en équipe de France).
- 1992 :
  - Sylvain André, cycliste de BMX français.    Médaillé d'argent du racing aux Jeux de Paris 2024. Champion du monde de BMX 2018.
  - Laura Benkarth, footballeuse allemande. Championne d'Europe féminin de football 2013. (10 sélections en équipe nationale).
  - Mariana Costa, handballeuse brésilienne. Championne du monde de handball féminin 2013. (22 sélections en équipe nationale).
- 1993 :
  - Sabrine Bouzenna, basketteuse française.
  - Matt Williams, basketteur américain.
- 1994 :
  - Jared Goff, joueur de foot U.S. américain.
  - Jordan Pothain, nageur français.
- 1996 :
  - Audrey Adiceom, archère française. Médaillée d'argent par équipes aux CE de tir à l'arc à poulie 2017.
  - Vincent Albert, joueur de rugby à XIII français.
  - Vasil Lobzhanidze, joueur de rugby à XV géorgien. (51 sélections en équipe nationale).
- 1998 :
  - Daniel Eid, footballeur norvégien.
  - Rania Salmi, footballeuse internationale marocaine.
- 1999 :
  - Isak Amundsen, footballeur norvégien.
  - Maxime Busi, footballeur belge.
  - Eva Elouga, volleyeuse française. (70 sélections en équipe de France).

### XXIesiècle
- 2001 :
  - Erik Ahlstrand, footballeur suédois.
  - Lucas Esquivel, footballeur argentin.
  - Stefan Tomović, footballeur serbe.
  - Patrik Wålemark, footballeur suédois.
- 2003 :
  - Soumaïla Coulibaly, footballeur franco-malien.
  - Cristián Riquelme, footballeur chilien.

## Décès

### XIXesiècle
- 1891 :
  - Larry Corcoran, 32 ans, joueur de baseball américain. (° 10 août 1859).
- 1895 :
  - Robert Kingsford, 45 ans, footballeur anglais. (1 sélection en équipe nationale). (° 23 décembre 1849).

### XXesièclede1901à1950
- 1943 :
  - Jimmy Matthews, 59 ans, joueur de cricket australien. (8 sélections en test cricket). (° 3 avril 1884).
- 1945 :
  - Lionel Martin, 67 ans, pilote de course automobile et homme d'affaires britannique. (° 15 mars 1878).
- 1947 :
  - André Liminana, 48 ans, footballeur français. (2 sélections en équipe de France). (° 25 mai 1899).

### XXesièclede1951à2000
- 1953 :
  - Émile Sarrade, 76 ans, joueur de rugby à XV et tireur à la corde français. Champion olympique en rugby et médaillé d'argent au tir à la corde aux Jeux de Paris 1900. (° 10 mars 1877).
- 1976 :
  - Gáspár Borbás, 92 ans, footballeur hongrois. (41 sélections en équipe nationale). (° 26 juillet 1884).
- 1982 :
  - Edward Flynn, 72 ans, boxeur américain. Champion olympique des -66,7 kg aux Jeux de Los Angeles 1932. (° 25 octobre 1909).
  - Otto von Porat, 79 ans, boxeur norvégien. Champion olympique des +79,4 aux Jeux de Paris 1924. (° 29 septembre 1903).
- 1988 :
  - René Vietto, 74 ans, cycliste sur route puis directeur sportif français. (° 17 février 1914).
- 1989 :
  - René Petit, 90 ans, footballeur français. (2 sélections en équipe de France). (° 8 octobre 1899).
- 2000 :
  - Art Coulter, 91 ans, hockeyeur sur glace canadien. (° 31 mai 1909).

### XXIesiècle
- 2006 :
  - Chun Wei Cheung, 34 ans, rameur néerlandais. Médaillé d'argent en huit aux Jeux d'Athènes 2004. (° 15 avril 1972).
- 2008 :
  - Pat Moss-Carlsson, 45 ans, pilote de rallyes automobile britannique. (° 27 décembre 1934).
- 2010 :
  - Larry Siegfried, 71 ans, basketteur américain. (° 22 mai 1939).
- 2012 :
  - Kyle Bennett, 33 ans, cycliste de BMX américain. Champion du monde de BMX 2002, 2003 et 2007. (° 22 septembre 1979).
- 2013 :
  - Wally Bell, 48 ans, arbitre de baseball américain. (° 10 janvier 1965).
  - José Borello, 83 ans, footballeur argentin. Vainqueur de la Copa américa 1955. (8 sélections en équipe nationale). (° 24 novembre 1929).
- 2015 :
  - Florenta Mihai, 60 ans, joueuse de tennis roumaine. (° 2 septembre 1955).
- 2017 :
  - Roger de Lageneste, 87 ans, pilote de rallyes automobile et d'endurance français. (° 30 décembre 1929).